# チゲ
チゲは、キムチや肉、魚介類、豆腐などを出汁で煮込んだ朝鮮半島の鍋料理のひとつ。

## 概要
飯や副菜、キムチなどと共に個人ごとに1人分の量の小鍋で供されるが、歴史の浅いプデチゲは例外で、大鍋で調理して食卓の中央に置き、皆で取り分けて食べる。
コチュジャンと粉唐辛子で辛く仕立てたチゲが多いが、テンジャン仕立てのテンジャンチゲや清汁仕立てのチゲもある。伝統的な韓定食の献立では、ククやタン（スープ）同様に汁物として扱う。チゲに飯を入れてクッパにして食べることもある。
もう1つの朝鮮半島の鍋料理「チョンゴル」（煎骨）は、食材を煮る前に美しく切りととのえて浅めの鍋に盛りつける点と、食卓の中央の大鍋から皆で取り分けて食べる点がチゲとは異なる。

### 日本でのチゲ
日本では朝鮮半島風の鍋料理を「チゲ鍋」と表現することがあるが、朝鮮語の「チゲ」には「鍋料理」の意味をすでに含むため、言葉としては重複している（重言）。「チゲ」という言葉に「辛い」という意味があると誤解されたために、その呼称が定着したと推測される。
キムチの知名度の高さからキムチチゲ（キムチ鍋）が代表として挙がるほか、アレンジ料理も多い。

## 種類
朝鮮半島の一般家庭や大衆食堂で供されているチゲには、主に以下のようなものがある。
- キムチチゲ（キムチ鍋）：発酵の進んだキムチを使ったチゲ
- チャムチチゲ：キムチとツナ缶のチゲ
- テンジャンチゲ：朝鮮味噌（テンジャン）で味をつけた辛くないチゲ
- プデチゲ（部隊チゲ）：ランチョンミートやインスタントラーメンを入れたチゲ
- トゥブチゲ：豆腐のチゲ
- スンドゥブチゲ：汲み出し豆腐（スンドゥブ）のチゲ
- トンテチゲ：スケトウダラのチゲ
- チョングッチャンチゲ：チョングッチャンで味をつけた辛くないチゲ

- キムチチゲ
- テンジャンチゲ
- プデチゲ
- トゥブチゲ
- スンドゥブチゲ